# Милован Пецељ
Милован Р. Пецељ (Гајдобра, 15. децембар 1949) српски је универзитетски професор, научник и политичар. професор Београдског универзитета, бивши декан Филозофског факултета у Источном Сарајеву и министар просвјете и културе у влади Републике Српске.

## Биографија
Милован Р. Пецељ је рођен 15. XII 1949. године у Гајдобри, општина Бачка Паланка Република Србија. Основну школу је завршио у Гајдобри, а гимназију у Оџацима. Студије географије завршио је на Природно-математичком факултету у Новом Саду 1976. године где је магистрирао 1983. и докторирао 1989. године. Од 1976. до 1980. године радио је у гимназији у Коњицу. У звање асистента биран је академске 1079/1980. године, a у звање доцента 1989. на Одсеку за географију Природно-математичког факултета у Сарајеву. У звање ванредног професора биран је 1998. године на Одсеку за географију Природно-математичког факултета Универзитета у Приштини. У звање редовног професора биран је 2003. године на Одсеку за географију на Филозофском факултету Универзитета у Источном Сарајеву на предмет климатологија са метеорологијом.
Др Милован Р. Пецељ је од 1980. до 1992. године радио на Природно-математичком факултету Универзитета у Сарајеву, где је обављао дужности председника Савета Природно-математичког факултета у Сарајеву, шефа Одсека за географију и предсједника Географског друштва Босне и Херцеговине. Др Милован Р. Пецељ од 1992. до 1999. године ради на Одсеку за географију Природно-математичког факултета у Приштини, а 1999. године на Учитељском факултету Универзитета у Београду. Од 1999. до 2005. године др Милован Р. Пецељ ради на Филозофском факултету Универзитета у Источном (Српском) Сарајеву где од 1999. До 2005. године обавља дужност декана.
Проф. др Милован Р. Пецељ је 2001. године основао Институт Филозофског факултета, а као декан Факултета био је иницијатор отварања нових студијских група: географије, математике и психологије.
Руководио је реформом образовања у Републици Српској (2004-2005). Био је министар просвете и културе у влади Републике Српске 2005. Године. Уесник је министарске конференције Болоња процес која је одржана у Бергену (Норвешка). У мају 2005. године био је учесник министарске Конференције за Југоисточну Европу у Дубровнику. Боравио је на универзитетима у Оулу, Харкову и Колумни.
Проф. др Милован Р. Пецељ био је основач и први председник кошаркашког клуба студената Филозофског факултета из Пала – КК Филозофски. Клуб је окупљао студенте спортисте на принципу Боље спорт него дрога и био је добро позициониран члан прве лиге Републике Српске и кандидат за улазак у премијер лигу Босне и Херцеговине. Такође био је потпредсједник Кошаркашког савеза Босне и Херцеговине.
Пецељ је са министром просвете и спорта у влади Републике Србије др Слободаном Вуксановићем био један од креатора и потписник „Споразума о узајамном признавању докумената у образовању и регулисању статусних питања ученика и студената” (Гласник Републике Српске 79/05, 26. VIII 2005. године). Био је то први значајнији корак у реализацији „Споразума о успостављању специјалних и паралелних односа између Србије и Црне горе и Републике Српске”. Овај Споразум је на снази и данас.
Др Милован Р. Пецељ биран је у академска звање доцента за предмете: Климатологија са метеорологијом и Општа физичка географија на Одсецима за географију Природно-математичког факултета у Сарајеву 1990. године, затим у Приштини у звање ванредног професора за климатологију са метеорологијом и у звање ванредног професора за предмет Интердисциплинарни семинар (екологија, географија, историја и биологија) на Учитељском факултету Универзитета у Београду. У звање редовног професора биран је на универзитету у Источном Сарајеву 2003. године. Доминантна област истраживања др Милована Р. Пецеља је физичка географија (климатологија, биоклиматологија, спелеологија, ландшафтологија) и животна средина (геоекологија, одрживи развој и екополитика), а затим:медицинска географија и политичка географија. Наставу је изводио по потреби и из других предмета (општа физичка географија, регионална географија и педологија).
Проф. др Милован Р. Пецељ је до 1992. године предавао на Природно-математичком, Шумарском и Пољопривредном факултету Универзитета у Сарајеву и истуреном одељењу Пољопривредног факултета у Мостару. Од 1992. године предавао је на Природно-математичком факултету Универзитета у Приштини, затим Природно-математичком факултету и Шумарском факултету Универзитета у Бањој Луци. Од оснивања (2005. године), па до данас, предаје на Саобраћајном факултету у Добоју. На Пољопривредном факултету у Источном Сарајеву предаје, са прекидом од 1990. год. до данас, као и на њиховим истуреним одељењима у Власеници (одсјек за шумарство) и Бијељини (одјељење Пољопривредног факултета).
Проф. др Пецељ је од 2006. године запослен у звању редовног професора на Географском факултету Универзитета у Београду.
Пецељ је 1999. године покренуо рад Одсека за географију на Филозофском факултету Универзитета у Источном Сарајеву. Он је најзаслужнији за рад и развој Одсека за географију до 2006. године, а нарочито за развој научног и наставног кадра. Покренуо је постдипломске студије на Одсеку за географију 2003. године. Такође заслужан и за покретање постдипломских студија на осталим студијским групама Филозофског факултета. Од 2006. године допринео је развоју научног и наставног кадра из области географских наука, животне средине на Географском факултету Универзитета у Београду.
Проф. др Милован Пецељ је дугогодишњи универзитетски професор који се исказао радом на више Универзитета на просторима бивше Југославије. Припада оној групи професора која наставно-педагошком процесу приступа савесно и обавља га одговорно, трудећи се да наставне садржаје усклади са савременим токовима националне и свјетске науке из релевантних научних области и одговарајућих дисциплина. У припреми, организацији и реализацији настовног процеса користи се достигнућима савремене методичко-дидактичке праксе.

### Одлука Педи Ешдауна о смени Пецеља са дужности министра
Одлуком Високог представника за Босну и Херцеговину њ.е. Педи Ешдаунa проф. др Милован Р. Пецељ је смијењен са дужности министра просвете и културе у влади Републике Српске 28. октобра 2005. године. Обављајући дужност министра, проф. др Милован Р. Пецељ, није под притиском Високог представника потписао Закон о високом образовању на нивоу Босне и Херцеговине, као ни смернице о заједничким наставним програмима из националне групе предмета: историје и географије. Коначно, одбио је да по налогу Високог представника смени тадашњег декана Правног факултета са Пала. Таквим ставом др Милован Р. Пецељ је доследно поштовао уставне надлежности Републике Српске.
Одлуком Високог представника проф. др Миловану Р. Пецељу забрањено је да обавља сваку службену, изборну или именовану јавну дужност, те да се кандидује на изборима уколико, или све дотле док га Високи представник накнадном одлуком изричито не овласти. Тим актом је др Милован Р. Пецељ лишен основног људског права – права на рад, удаљен је са посла, што је био разлог његовог одласка из Републике Српске. Након више од девет година одлука високог представника је стављена ван снаге 2014. године.

## Географске анализе и синтезе
Климатологија, биоклиматологија, геоморфологија, спелеологија, биоспелеологија, хидрологија и општа физичка географија су области које су суштина модерне физичке географије у којима је проф. др Пецељ досегнуо висок степен географске анализе и синтезе. Будући да се ради о разуђеним теоријским и методолошким везама са граничним суседним наукама метеорологија, геологија, биологија, екологија, медицина, статистика, теорија система, информатика. Он се одговорно и доследно придржава суштине географског метода. У том контексту потребно је истаћи разраду и примену климатских и биоклиматских истраживања и анализа на локалном и регионалном плану у Србији и Републици Српској. Овим радовима проф. др Пецељ је после више од пола века актуелизовао биоклиматолошка истраживања код нас и стекао репутацију водећег српског географа из те области. Тако је наставио дело које је код нас започео Павле Вујевић, родоначелник климатских и биоклиматских истраживања код нас.

## Антропогеографске и историографске опсервације
Антропогеографске и историографске опсервације проф. др Пецеља везане су за студију Јевто Дедијер – живот и дело (500 стр.), за коју је њему додељена награда „Владимир Ћоровић”, како је наведено у одлуци жирија – за најбоље научно дјело објављено 2009. и 2010. године на српском језику. Књига Јевто Дедијер – живот и дело ушла је у избор за награду „Печат времена” за науку и друштвену праксу за 2011. годину (Печат, бр. 159, 1. април (2011). pp. 62). Признања говоре о квалитету Пецељеве студије коју је посветио првом доценту географије и првом професору на Београдском универзитету из Босне и Херцеговине, понајбољем ђаку Јована Цвијића, који је кратко живео, али иза себе оставио крупно дело из друштвене географије (антропогеографије) и физичке географије (глациологије).
Књига је имала значајан одјек и о њој су из различитих углова писали најугледнији географи, филозофи, историчари, историчари књижевности и други. Реч је о исцрпној историографско студији написаној на основу богате архивске грађе. Прикупљену архивску грађу првог реда чини 70 докумената које је проф. др Милован Р. Пецељ пронашао у архивама и библиотекама у Београду, Сарајеву, Бечу, Мостару и Бањој Луци. На тој богатој документарној подлози др Милован Р. Пецељ је утемељио позамашну књигу Јевто Дедијер – живот и дело. То опсежно монографско дело подељено је у два пропорционално уједначена дела и 23 поглавља, кроз која проф. др Милован Р. Пецељ зналачки прати животни пут и научни рад свог великог претходника. Према оцени жирија, студија Јевто Дедијер – живот и дело представља најбоље историографско дело објављено у те две године. Пецељева студија садржи комплетну методолошку апаратуру, написана је у складу са захтевима модерне научне методологије, луксузно је опремљена и посвећена великану српске антропогеографије. Жири сматра да „по начину обраде, лексици и акрибији студија има не само научну већ и књижевну вредност”.

## Геоеколошке и еколошко-географске опсервације
Геоеколошке и еколошко-географске опсервације проф. др Милована Р. Пецеља показују његово интересовање и за ову научну област. Круна ових интересовања је Геоекологија која представља први универзитетски уџвеник код нас. Еколошки фрагменти промичу кроз низ радова који су анализирани у поглављу о доприносу М. Пецеља на пољу физичке географије (Климатске промене и ефекат стаклене баште, Пећина Орловача –монографија, Eco-climatic Condition and Biodiversity of Orlovača Cave), јер се у таквим анализама обавезно говори о заштити човјекове животне средине, те еколошким условима и њиховом утицају на биодиверзитет у пећинама.

## Чланство у уређивачким одборима часописа, уређивање монографија, рецензије научних радова, монографија и пројеката
- Проф. др Милован Р. Пецељ је пет година био главни и одговорни уредник научног часописа Филозофског факултета у Источном Сарајеву „Радови”.
- Милован Р. Пецељ је пет година био главни уредник научно-популарног часописа Географског друштва Босне и Херцеговине „Географски лист”.
- Проф. др Милован Р. Пецељ је учествовао у 10 пројеката, од тога је пет пута био руководилац и на пет пројеката сарадник.
- Милован Р. Пецељ је више пута био рецензент радова у часописима од националног значаја, као што су Гласник Српског Географског друштва, Зборник радова Географског факултета и Гласнику-Хералду, часопису Српског географског друштва Републике Српске. Потребно је истаћи да је проф. др Милован Р. Пецељ рецензирао више књига и монографија.

## Квалитет научних резултата
a) Утицајност – цитираност квалитет часописа базирана је на подацима и односи се на радове др Милована Р. Пецеља који су објављени у 2012. и 2015. године на SCI листи. Према подацима Индекса научних цитата Рефералног центра, Универзитетске библиотеке „Светозар Марковић” у Београду, у бази Web of science (WOS-SCI) код др Милована Р. Пецеља утврђена су 92 (деведесетдва) цитата. (Као доказ цитираности приложено је уверење Универзитетске библиотеке од 31. марта 2015. године).
б) Потврда о Хиршовом индексу. Према бази података Web of science (WOS-SCI) за период од 1996. до марта 2015. године вредност ХИРШОВОГ ИНДЕКСА (h-indeks) за проф. др Милована Р. Пецеља износи 5”. (Универзитетска библиотека од 31. марта 2015. године). Проф. др Миловану Р. Пецељу приказано је шест радова у „Реферативном журналу” Академије наука СССР.
в) Допринос у коауторским радовима, број радова у којима је први аутор, број осталих радова. Проф. др Милован Р. Пецељ је на 170 библиографских јединица први аутор на 138 или 84,14%. Као други... аутор проф др. Милован Р. Пецељ је био 26 пута или 15,8%. Као први аутор на радовима са SCI листе појавио седам пута. То пуказује да је професор Пецељ доминантно самосталан аутор научних радова. Међутим, проф. др Милован Р. Пецељ је учествовао у писању радова као коаутор и на тај начин допринео да се у радовима осети колективни истраживачки рад и афирмишу млађи даровити истраживачи. Ти радови су из области његовог научног деловања и плод су тимског рада и они су интердисциплинарног карактера.
г) Општи културни, научни цивилизацијски утицај и углед.
Проф. др Милован Р. Пецељ је истакнути јавни и културни делатник у Републици Српској. Као Министар просвјете и културе у влади Републике Српске проф. др Милован Р. Пецељ је снажно подржавао и активно учествовао у културним и културно-историјским догађајима који су се одржавали у поводу значајних датума из сфере културе и културне историје. За време мандата министра проф. др Милован Р. Пецељ дао значајан допринос у изградњи позоришта у Лукавици, школе у Милићима, Филозофског факултета у Палама, затим у обнови школа, студентских домова, домова културе и библиотека. Професор Пецељ је био организатор бројних културних догађаја који су се у одвијали у виду књижевних вечери и промоције књига на Филозофском факултету у Источном Сарајеву.
Научни цивилизацијски утицај и углед професор Пецељ је градио кроз четрдесет година научничког и наставничко-педагошког рада на Универзитетима у Сарајеву, Источном Сарајеву, Бањој Луци, Приштини и Београду. На факултетима у Источном Сарајеву и Београду, професор Пецељ је обављао све дужности, од шефа катедре до декана, стекавши ауторитет престижног професора и педагога. Проф. др Милован Р. Пецељ је активно учествовао у раду СКПД „Просвјета” као члан главног одбора и сарадник који се оглашавао у њеним издањима. Коначно, проф. др Милован Р. Пецељ је визитни професор на Универзитету у Колумни (Русија). Боравио је на централној прослави Цивитаса у Вашингтону 2005. године, затим у парламенту Калифорније и Неваде. Као човеку од интегритета поверена му је дужност да руководи прославом 200 година обележавања Првог српског устанка у Добруну 2004. године. О културно-цивилизацијским дометима професора Пецеља казују и бројна признања која износимо таксативно.
д) Одјеци одабраних радова:
- Проф. др Милован Р. Пецељ је објавио 19 радова у часописима са SCI листе. Према индексу цитираности проф. др Милован Р. Пецељ има 92 цитата и Хиршов индекс 5.

## Признања
- Др Милован Р. Пецељ је као као министар просвете и културе руководио израдом Закона о изменама и допуна закона о Универзитету, који је био усклађен са европским стандардима;
- Др Милован Р. Пецељ је руководио прославом обиљежавања 200 година Првог српског устанка која је одржана у Добруну 2004. године;
- Др Милован Р. Пецељ је боравио на централној манифестацији Цивитаса у Вашингтону у САД и добитник је признања Civitasa – Certificate of completion of a preservice teacher training „Foundations of Democracy”.
- Др Милован Р. Пецељ је био гост у Конгресу Калифорније у Сакраменту и Конгресу Неваде у Карсону, где је говорио о образовању на Одбору за образовање, 2005. год.
- Др Милован Р. Пецељ је био члан УПРАВНОГ ОДБОРА – Project Steering Committetee Meeting of the Europen Union (Delegation of The European Comission to BiH) Project – „VET System Reform Devalopment“ 2005. godine.
- Др Миловану Р. Пецељу је 15. марта 2005. године додиељен ECDL Certificate – European Computer Driving Licence® – Sillabus Version 4.0, ECDL Licensee, JISA – Serbia & Montenegro, Serial Number, CS 0000121.
- Пољопривредни факултет у Источном Сарајеву 2010. године додељује – „ПЛАКЕТУ проф. др Миловану Р. Пецељу за дугогодишњи рад и посебан допринос развоју факултета” (Источно Сарајево, децембар 2010. године) и
- Саобраћајни факултет је 2010. године доделио проф. др Миловану Р. Пецељу „ПОВЕЉУ за посебан допринос у оснивању расту и развоју Саобраћајног факултета у Добоју“ (Добој, 11. 7. 2010. године).
- Др Миловану Р. Пецељу је додељена „ЗЛАТНА ПОВЕЉА” Српског биолошког друштва за изванредан и допринос развоју и унапређењу биолошких и сродних наука, нарочито за све активности које су резултирале високим угледом научног часописа „Архив биолошких наука”. У Београду, 10. децембар 2013. године.
- Др Миловану Р. Пецељу је додијељена ПЛАКЕТА ЗАХВАЛНОСТИ за залагање и подршку у оснивању музичке школе у Невесињу као и за допринос у развоју музичке културе и образовања.

## Књиге и научни радови
Проф. др Пецељ је објавио 13 књига од којих су најважније:
- Херцеговачке Рудине – поља у кршу
- Дабарско поље физичкогеографски проблеми
- Пећина Орловача – монографија
- Климатске промјене и ефекат стаклене баште
- Јевто Дедијер – живот и дело
- Геоекологија

Написао је преко 170 научних, стручних и научно-популарних радова, од чега је 19 радова на Web of science.
Издвојени радови
- Pecelj RM, Pecelj MM, Pecelj J, Cutovic M, Pavlovic M, Zivkovic D, Zivkovic LJ, Vujadinovic S, Gajic M, Mandić D

Bioclimate Weather Classification of Doboj for Health Spa Tourism, Proceedings of the 10th WSEAS International Conference on Artificial Intelligence, Knowledge Engineering and Data Base, Included in ISI/SCI Web of Science and Web of Knowledge.  978-960-474-273-8. ISSN 1792-8117, Cambridge, UK, (2010). pp. 292—296.
- Pecelj RM., Pecelj J., Pecelj M., Mandić D., Šabić D., Milinčić M., Pavlović M., Živković D., Plavša J. Geoecological importance of Wetlands Transformation Into Agricultural Landscape: Example of Pančevački Rit in Serbia, Proceedings of the 8th WSEAS international conference on Environment, Ecosystems and Development, Included in ISI/SCI Web of Science and Web of Knowledge.  978-960-474-261-5. , ISSN 1792-7374, Athens, Greece, (2010). pp. 202—205.
- Pecelj RM, Pecelj J, Pecelj M, Mandić D, Šecerov V, Vujadinović S, Šabic D, Gajić M, Milinčić M

Bioclimatic Assessment of Wather Condition for Recreation in Health Resorts, Proceedings of the 8th WSEAS international conference on Environment, Ecosystems and Development, Included in ISI/SCI Web of Science and Web of Knowledge.  978-960-474-261-5. ISSN 1792-7374, Athens, Greece, (2010). pp. 211—214.
- Pecelj RM, Milinčić M, , Mandić D, Pecelj MM, Sabić D, Pecelj J, Lukić B

New technologies in transforming natural hazards to hydro-technical object, Proceedings of the 7th WSEAS international conference on Engineering education, Included in ISI/SCI Web of Science and Web of Knowledge.  978-960-474-202-8. ISSN 1792-426X, Corfu Island, Greece, (2010). pp. 378—381.
- Pecelj MR, Mandić D, Pecelj J, Pecelj M, Stamenković S, Djordjević D, Eco-climatic Condition and Biodiversity of Orlovača Cave, in the book of 9th WSEAS International Conference on Telecomunication and Informatics, Included in ISI/SCI Web of Science and Web of Knowledge.  978-954-9260-2-1 неважећи . ISSN 1790-5117, University of Catania, Sicily, Italy, (2010). pp. 40—45.

Био је руководилац и учесник на дванаест пројеката. Више пута био је ментор и члан комисије за одбрану дипломских, мастер, специјалистичких, магистраских и докторских радова.
Био је главни и одговорни уредник часописа: Географски лист (Географско друштво БиХ) и Радови (Филозофски факултет Источно Сарајево).

## Галерија
- Пецељ на свечаности у Мостару
- Проф. др Милован Пецељ на свечаној додели награде „Владимир Ћоровић”
- Проф. др Милован Пецељ на свечаној додели награде „Владимир Ћоровић”
- Проф. др Милован Пецељ на свечаној додели награде „Владимир Ћоровић”